# Стартов прозорец
Стартовият прозорец е кратък период от време, през който може да се изстреля космическа ракета към определена цел с най-малък разход на гориво и без допълнително маневриране.
Обикновеното извеждане на орбита може да се извърши по всяко време. Понятието стартов прозорец се използва в два случая: когато ракетата трябва да достигне космическа станция, намираща се вече на орбита, или да достигане друго тяло от Слънчевата система (планета, спътник на друга планета, астероид, комета). Стартовият прозорец се изчислява, като се взимат предвид взаимното разположение на телата при изстрелването, скоростите на движение, орбитите на стартовата планета (обикновено това е Земята) и на целта, траекторията на ракетата и координатите на точката на срещата. Важно е и условието дали се цели прелитане покрай космическо тяло или влизане на орбита около него. Ако се пропусне стартовият прозорец, трябва да се изчака следващия.

## Оптимална траектория
Оптимална траектория е тази, по която космическото тяло следва т.нар. Хоманова траектория за преход от една планета до друга, обикалящи около общ център. Стартовият прозорец за старт от Земята към друг обект от Слънчевата система се появява периодично. При старта положението на Земята съвпада с началото на оптималната траектория, а положението на целта (най-често това е орбита около друга планета) съвпада с края на тази траектория. За близки полети като до Луната, Марс или Венера оптималната траектория е 1/2 от елипса, като едната точка от елипсата се намира на орбитата на Земята около Слънцето, а другата – на орбитата на целевата планета.

## Любопитно
- Продължителността на стартовия прозорец за полети до Луната е само около 2 часа
- Стартовият прозорец за изпращане на космическа станция на орбита около Марс е през 780 дни
- Поради проблеми с ракетата-носител е изпуснат стартовият прозорец на мисията Розета към първоначалната си цел – кометата 46P/Виртанен и е избрана алтернативна цел – кометата 67P/Чурюмов-Герасименко.